# Municipio de House Creek
El municipio de House Creek (en inglés: House Creek Township) es un municipio ubicado en el  condado de Wake en el estado estadounidense de Carolina del Norte. En el año 2010 tenía una población de 57.439 habitantes.

## Geografía
El municipio de House Creek se encuentra ubicado en las coordenadas 35°51′56.54″N 78°39′42.01″O / 35.8657056, -78.6616694.